# Скіфія (поїзд)
«Скíфія» — нічний швидкий фірмовий пасажирський потяг 2-го класу Придніпровської залізниці № 53/54 Дніпро — Одеса.

## Історія
У 1970-х роках поїзд за даним маршрутом курсував під № 666/665 і прямував через станції Лошкарівка, Апостолове, Кривий Ріг, Снігурівка, Херсон, Миколаїв-Вантажний. Час відправлення з Дніпра був о 21:18, прибуття до Одеси о 10:08, зворотно — відправлення о 19:38, прибуття — о 7:58.
Згодом поїзду змінена нумерація на № 629/630, відправлення о 20:15, прибуття о 10:20, зворотно — до Дніпра відправлення о 15:38, прибуття — о 6:40.
З 1999 року поїзд отримав новий № 63/64 та змінено маршрут руху. Замість курсування через станцію Лошкарівка було призначено поїзд № 641/642 сполученням Дніпро — Апостолове з групою вагонів безпересадкового сполучення дз потягом № 629/630 до Миколаєва, що курсувала до зміни розряду на «приміський». З 2003 року поїзд переведено до категорії приміських під № 6413/6402, що курсує понині, а також додатково призначена друга пара поїзда під № 6409/6408.
2 березня 2014 року потяг зробив незапланований змінений маршрут через Балту і Подільськ. Це сталося через схід вантажного поїзда.
З 9 грудня 2018 року поїзд Дніпро — Одеса курсує під № 53/54.
З 18 березня по 31 травня 2020 року поїзд було скасовано через пандемію COVID-19. З 1 червня 2020 року відновлений рух поїзла за звичайним маршрутом.
У ніч з 13 на 14 серпня 2025 року пасажири поїзда № 54 сполученням Одеса — Дніпро повідомили про крадіжки, які сталися одразу в кількох вагонах. За даними місцевих пабліків, зловмисники діяли групою. У пасажирів зникли мобільні телефони, сумки та документи.

## Склад потяга
В обігу два склади потяга формування вагонного депо ЛВЧД-1 станції Дніпро-Головний Придніпровської залізниці.
Потягу встановлена схема з 14 фірмових вагонів 2-го класу, переважну більшість складають купейні вагони:
- купейних — 9;
- плацкартних — 4;
- вагон «Люкс» — 1.

Причіпна група вагонів «Кривий Ріг — Одеса»:
- купейний — 1 (№ 19);
- плацкартний — 1 (№ 20).

Схема потяга може відрізнятися від наведеної в залежності від сезону (зима, літо). Точну схему на конкретну дату можна подивитися в розділі «Онлайн резервування та придбання квитків» на офіційному вебсайті «Укрзалізниці».
В складі потяга «Скіфія» курсує вагон-автомобілевоз, скористатися послугою якого є можливість, незалежно від погодних умов, доїхати до місця призначення найбільш безпечним транспортом зі своїм автомобілем, при цьому відпочиваючи в комфортних умовах та зберігаючи ресурс автомобіля.
З 25 січня 2016 року для задоволення максимально комфортних умов для пасажирів, які охочі подорожувати до Одеси разом зі своїм автомобілем, Придніпровська залізниця запустила новий вагон-автомобілевоз у складі фірмового потяга № 63/64 сполученням Дніпро — Одеса.
Послуга набуває дедалі більшої популярності, адже пасажири отримують доступну можливість подорожувати на значні відстані разом зі своїм автомобілем, уникаючи розбитих автошляхів, зберігаючи ресурс свого автомобіля й насолоджуючись подорожжю. Так в одеському напрямку з Дніпра перевезено у 2016 році 34 легкові транспортні засоби, зворотно — 29, за І квартал 2017 року 92 та 135 відповідно. Вагон-автомобілевоз з даним потягом курсує через день. Оформити замовлення можна цілодобово в багажному відділенні вокзалу Дніпро-Головний.